# Treasure (Cocteau Twins)
| Recensione     | Giudizio       |
| -------------- | -------------- |
| Ondarock       | Pietra miliare |
| Piero Scaruffi | [ 2 ]          |
| AllMusic       | [ 3 ]          |

Treasure è il terzo album in studio del gruppo musicale britannico Cocteau Twins, pubblicato nel 1984.

## Il disco
È il primo album dove compare il bassista Simon Raymonde, che si unisce a Guthrie e a Fraser definitivamente andando così a delineare la formazione ufficiale.
I titoli dei brani contenuti nell'album sono nomi propri, presumibilmente ispirati ad Aurélia, un libro di Gérard de Nerval o alla composizione Le figlie del fuoco (Les filles du feu).
Il brano Ivo è chiaramente ispirato e dedicato al presidente della casa discografica 4AD Ivo Watts-Russell.}
Secondo gli addetti ai lavori questo album è il capolavoro del gruppo, per via della forte vena sperimentale ma soprattutto onirica e visionaria di tutti i componenti, che qui giunge all'apice.

## Tracce
1. Ivo – 3:53
2. Lorelei – 3:43
3. Beatrix – 3:11
4. Persephone – 4:20
5. Pandora (For Cindy) – 5:35
6. Amelia – 3:31
7. Aloysius – 3:26
8. Cicely – 3:29
9. Otterley – 4:04
10. Donimo – 6:19

## Formazione e crediti
- Elizabeth Fraser - voce
- Robin Guthrie - chitarra
- Simon Raymonde - basso